# Han Ying-chieh
Han Ying-chieh (韓英傑 | cantonés: Hon Ying-git | mandarín: Hán Yīngjié) fue un actor y coreógrafo de artes marciales chino, nacido en Shanghái en 1927 y fallecido en Hong Kong en 1991.

## Biografía
Siendo niño Han y su familia se trasladaron a Pekín, donde unos años después se inscribió en una Escuela de Ópera de Pekín. En 1946 volvió a Shanghái donde hizo de especialista cinematográfico en algunas películas, trasladándose posteriormente a Hong Kong y Singapur donde ejerció también de extra cinematográfico al tiempo que se iba desarrollando su interés por la coreografía de escenas de artes marciales. A principios de la década de los 60 ya era un reputado coreógrafo de la compañía Shaw Bros. En esta época trabó amistad con el entonces actor King Hu, que cuando se convirtió en director, le ofreció el puesto de coreógrafo de acción y actor en algunas de sus primeras películas. El gran éxito de uno de los primeros proyectos juntos, Bebe conmigo (1966), confirmó el entendimiento del binomio y cuando Hu decidió establecerse en Taiwán en busca de mayor libertad creativa para sus películas, pidió a Han que le acompañara. Allí rodaron dos importantes películas, Dragon Gate Inn (1967) y especialmente Un toque de Zen (1969-71). Han decidió volver a Hong Kong con su joven discípulo Sammo Hung y ambos firmaron un contrato con la nueva compañía Golden Harvest; poco después Han fue asignado al director Lo Wei. Con él rodó dos vehículos para la estrella de la compañía, Bruce Lee. En el primero de estos, Kárate a muerte en Bangkok (1971), Han realizó su papel más recordado, el del malvado Gran Jefe Mi que tiene un enfrentamiento final con Lee. Han siguió firmando las coreografías de las grandes estrellas de la compañía hasta que a mediados de los 70 decidió establecerse de nuevo en Taiwán. Tras una serie de esporádicas apariciones en cine durante la década de los 80, intervino en su última película, Swordsman en 1990, de nuevo a las órdenes de King Hu y falleció de cáncer al poco tiempo de finalizar el rodaje, cuando solo tenía 64 años.